# Thuốc ức chế bơm proton
Thuốc ức chế bơm proton (PPIs) là một nhóm thuốc có tác dụng chính là giảm sản xuất dịch vị dạ dày kéo dài. Trong nhóm thuốc này, không có bằng chứng rõ ràng một thuốc nào có hiệu quả hơn thuốc khác.
Đây là những thuốc ức chế sản xuất acid mạnh nhất trên thị trường. Nhóm thuốc này phối hợp và thay thế phần lớn các nhóm thuốc với tác dụng tương tự, nhưng một đích tác dụng khác nhau ví dụ như thuốc ức chế thụ thể H<sub id="mwDQ">2</sub>.

## Tác dụng phụ
Nhìn chung, thuốc ức chế bơm proton khá lành tính, và tỷ lệ tác dụng phụ ngắn hạn là tương đối thấp. Phạm vi và sự xuất hiện của tác dụng không mong muốn tương tự ở tất cả các PPIs, mặc dù trong đó omeprazole được báo cáo thường xuyên hơn. Đây có thể là do thuốc xuất hiện sớm hơn và do đó bác sĩ kê theo kinh nghiệm lâm sàng.
Tác dụng không mong muốn hay gặp bao gồm nhức đầu, buồn nôn, tiêu chảy, đau bụng, mệt mỏi, và chóng mặt. Tác dụng không mong muốn ít gặp hơn bao gồm phát ban, ngứa, đầy hơi, táo bón, lo lắng, và trầm cảm. Sử dụng PPI cũng có thể liên quan đến các bệnh cơ, bao gồm cả những phản ứng nghiêm trọng như tiêu cơ vân nhưng cũng rất hiếm gặp.
Sử dụng PPIs kéo dài cũng yêu cầu cần đánh giá về sự cân bằng giữ lợi ích và nguy cơ của liệu pháp này. Các kết quả bất lợi liên quan đến sử dụng PPI kéo dài đã được báo cáo, nhưng đánh giá tổng thể các bằng chứng trong nghiên cứu này là "thấp" hoặc "rất thấp". Lợi ích lớn hơn hẳn nguy cơ khi PPIs được sử dụng một cách hợp lý, nhưng khi sử dụng không đúng, nguy cơ thấp có thể trở nên đáng lo ngại. Các chuyên gia khuyên PPIs nên được sử dụng ở liều thấp nhất cho hiệu quả, nhưng không khuyến khích tăng liều và tiếp tục điều trị kéo dài ở những người chưa có kinh nghiệm điều trị.

Kích hoạt của PPIs

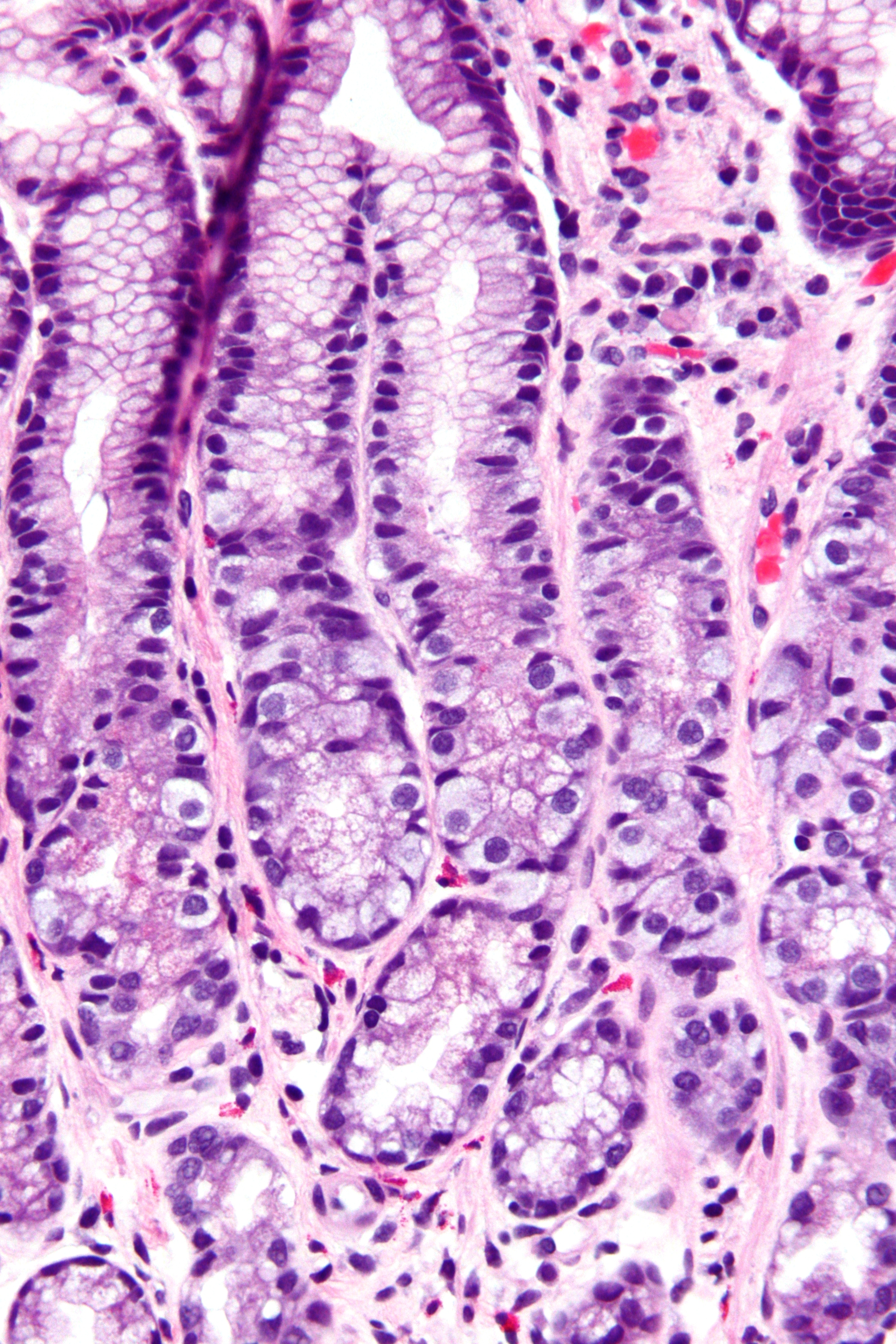
Hiển vi của dạ dày hang vị đang ở G tế bào tăng sản, một histomorphologic thay đổi được nhìn thấy với TÀI sử dụng (H&E vết)